# Гомельський автовокзал
Гомельський об'єднаний автовокзал (біл. Гомельскі аб'яднаны аўтавакзал) — філія ВАТ «Гомельоблавтотранс», автовокзал обласного центра Білорусі міста Гомеля.
Розташований у центральній частині міста, на вулиці Курчатова, 1, на відстані декількох сотень метрів від Гомельського залізничного вокзалу.
Будівля автовокзалу Гомеля була здана в експлуатацію в 1966 році.
У складі державного ВАТ «Гомельський об'єднаний автовокзал» також 2 автобусні станції — «Уваровичі» та «Буда-Кошельово».
Від Гомельського автовокзалу відправляються приміські та міжміські рейси по Білорусі, а також міжнародні у країни СНД (зокрема, чимало рейсів до українських міст) і далекого зарубіжжя: Чернігів, Київ, Дніпропетровськ, Харків, Тирасполь, Полтава, Рига, Москва, Франкфурт-на-Майні, Бремен, Миколаїв, Брянськ, Орел, Курськ, Новозибков та інші.